# Imen Troudi
Imen Troudi (arabe : إيمان الطرودي), née le 28 mars 1989, est une footballeuse tunisienne évoluant au poste de milieu de terrain et d'attaquante.
En 2012, elle joue à l'Amiral SC de Québec dans la W-League. Avec six buts marqués en huit parties, Troudi aide l'Amiral à terminer au deuxième rang de la conférence centrale de la W-League et à participer aux séries éliminatoires de fin de saison,.
Troudi est également membre de la sélection nationale de Tunisie.

## Club
- 2005-2012 : Association sportive féminine du Sahel (Tunisie)
- 2012 : Amiral SC de Québec (Canada)
- 2012-2016 : Abu Dhabi Country Club (Émirats arabes unis)
- 2017 : Ambition Ladies Football Team (Émirats arabes unis)
- 2017-2018 : Ungmennafélagið Stjarnan (Islande)

## Palmarès
- Championnat de la W-League
  - Titre de la Conférence centrale en plus d'une participation au Final Four de la W-League[3] : 2012
  - Élue sur l'équipe des étoiles de la W-League[4] : 2012
- Championnat féminin des clubs champions de l'Union nord-africaine de football
  - Vainqueur : 2009
- Tournoi UNAF
  - Vainqueur : 2009
- Championnat de Tunisie
  - Vainqueur : 2008, 2009, 2012
- Coupe de Tunisie
  - Vainqueur : 2005, 2007
- Supercoupe de Tunisie
  - Vainqueur : 2008
- Meilleure buteuse du championnat de Tunisie féminin de football : 2009, 2010